# Усинский
Усинский — посёлок в Волжском районе Самарской области. Входит в состав сельского поселения Рождествено.

## География
Расположен на полуострове, образованном Самарской Лукой. Находится на западном берегу протоки Воложка в 1,5 км к северу от села Рождествено, в правобережье Волги напротив Самары (в 6 км от города).
По окраине посёлка проходит автодорога Рождествено — Подгоры.

## История
В 1973 г. Указом Президиума ВС РСФСР посёлок учебного хозяйства плодоовощного техникума переименован в Усинский.

## Население
| 2010 |
| ---- |
| 151  |